# Fahrzeughalterkennzeichnung
Die Fahrzeughalterkennzeichnung (oder Haltercode, englisch Vehicle Keeper Marking, VKM) ist ein maximal fünf Buchstaben langer Code, der Schienenfahrzeughalter von Eisenbahnfahrzeugen in Europa sowie einigen Ländern Asiens und Nordafrikas eindeutig kennzeichnet. Die Haltercodes müssen bei der OTIF oder ERA beantragt werden. Die aktuelle Liste wird monatlich auf den Homepages der beiden Organisationen veröffentlicht.

## Anwendung

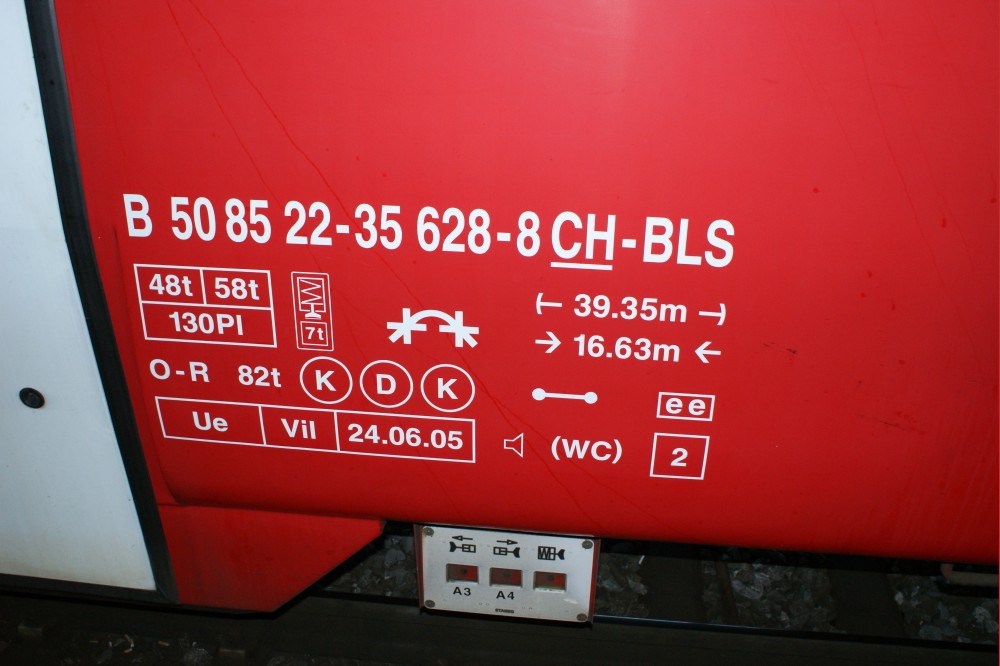
Eindeutige Fahrzeugnummer mit Ländercode 85 = CH = Schweiz und Haltercode BLS

Die Fahrzeughalterkennzeichnung wird auch in den nach EU-Recht vorgesehenen nationalen Fahrzeugregistern (National Vehicle Register, NVR) eingetragen. Nicht mit dem Halter identisch sein müssen der Fahrzeugeigentümer und der oder die Unterhaltsverantwortliche (Entity in Charge of Maintenance, ECM); beide können aber im Fahrzeugregister ebenfalls eingetragen sein.
Nach den Einheitlichen Technischen Vorschriften über die Kennzeichnung von Eisenbahnfahrzeugen muss die Fahrzeughalterkennzeichnung zusammen mit der Eindeutigen Fahrzeugnummer und einem Ländercode, der dem Kfz-Nationalitätszeichen entspricht, am Fahrzeug angeschrieben werden.

## UIC-Regel bis 2005
Bis 2005 war der Eigentümer oder Halter eines Fahrzeuges direkt aus der Fahrzeugnummer ablesbar. Dies beschränkte sich aber auf UIC-Mitgliedsbahnen, die übrigen Unternehmen konnten das System nicht anwenden oder mussten sich von einer Mitgliedsbahn eine Nummer zuteilen lassen. Die Liste der UIC-Bahnen findet sich im Artikel Kode für das Eigentumsmerkmal.

## Nordamerika

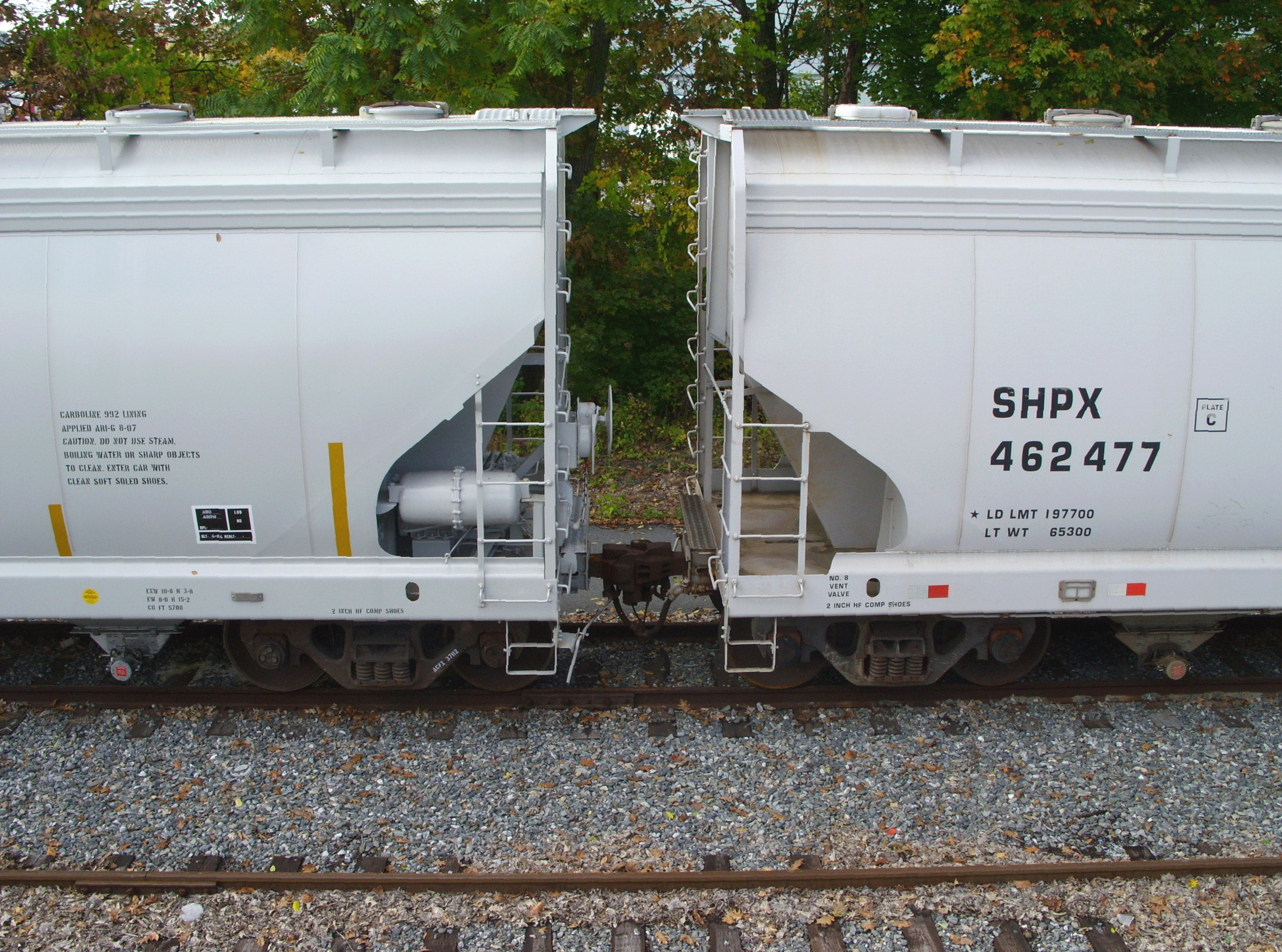
SHPX 462477 ist die eindeutige Fahrzeugkennzeichnung dieses nordamerikanischen Wagens

Die nordamerikanischen Bahnen kennen eine vergleichbare reporting mark, die mit vier Buchstaben den Fahrzeughalter eindeutig identifiziert. Im Unterschied zum europäischen System ist die reporting mark Teil der eindeutigen Fahrzeugidentifikation, das heißt, die nachfolgende Nummer kann bei jedem Unternehmen vorkommen.